# بيتر براون (لاعب كرة قدم أسترالية)
بيتر براون (بالإنجليزية: Peter Brown)‏ هو لاعب كرة قدم أسترالية أسترالي، ولد في 19 أكتوبر 1958.

## وصلات خارجية
- بيتر براون على موقع AustralianFootball.com (الإنجليزية)
- بيتر براون على موقع AFLtables.com (الإنجليزية)